# Isle of Man Railway
| |                           |                               |                               |
| |                           |                               |                               |
| Streckenlänge: | 24,6 km                   |                               |                               |
| Spurweite: | 914 mm (engl. 3-Fuß-Spur) |                               |                               |
| |                           |                               |                               |
| \| \| \| Ramsey \| \| \| \| \| Lezayre \| \| \| \| \| Sulby Bridge \| \| \| \| \| Sulby Glen \| \| \| \| \| Ballaugh \| \| \| \| \| Bishop’s Court \| \| \| \| \| Kirk Michael \| \| \| \| \| West Berk \| \| \| \| \| Gob-y-Diegan \| \| \| \| \| St. Germains \| \| \| \| \| Peel Road \| \| \| \| \| Port Erin \| \| \| \| \| Peel \| \| \| \| \| Port St Mary \| \| \| \| \| The Level \| \| \| \| \| Knockaloe Internment Camp \| \| \| \| \| Colby \| \| \| \| \| St John’s \| \| \| \| \| Ballabeg \| \| \| \| \| Ballacraine \| \| \| \| \| Waterfall Halt \| \| \| \| \| School Hill \| \| \| \| \| Foxdale \| \| \| \| \| Castletown \| \| \| \| \| Crosby \| \| \| \| \| Ronaldsway Halt zum Flughafen \| \| \| \| \| Ballasalla \| \| \| \| \| Union Mills \| \| \| \| \| Santon \| \| \| \| \| Braddan Bridge \| \| \| \| \| Port Soderick \| \| \| \| \| Quarter Bridge \| \| \| \| \| \| \| \| \| \| Douglas \| \| |                           |                               |                               |
| Kopfbahnhof Streckenanfang (Strecke außer Betrieb) |                           | Ramsey                        | Ramsey                        |
| Haltepunkt / Haltestelle (Strecke außer Betrieb) |                           | Lezayre                       | Lezayre                       |
| Bahnhof (Strecke außer Betrieb) |                           | Sulby Bridge                  | Sulby Bridge                  |
| Haltepunkt / Haltestelle (Strecke außer Betrieb) |                           | Sulby Glen                    | Sulby Glen                    |
| Bahnhof (Strecke außer Betrieb) |                           | Ballaugh                      | Ballaugh                      |
| Haltepunkt / Haltestelle (Strecke außer Betrieb) |                           | Bishop’s Court                | Bishop’s Court                |
| Bahnhof (Strecke außer Betrieb) |                           | Kirk Michael                  | Kirk Michael                  |
| Haltepunkt / Haltestelle (Strecke außer Betrieb) |                           | West Berk                     | West Berk                     |
| Haltepunkt / Haltestelle (Strecke außer Betrieb) |                           | Gob-y-Diegan                  | Gob-y-Diegan                  |
| Bahnhof (Strecke außer Betrieb) |                           | St. Germains                  | St. Germains                  |
| Haltepunkt / Haltestelle (Strecke außer Betrieb) |                           | Peel Road                     | Peel Road                     |
| Kopfbahnhof Streckenanfang · Strecke |                           | Port Erin                     | Port Erin                     |
| Strecke · Kopfbahnhof Streckenanfang (Strecke außer Betrieb) · Strecke |                           | Peel                          | Peel                          |
| Bahnhof · Strecke (außer Betrieb) · Strecke |                           | Port St Mary                  | Port St Mary                  |
| Haltepunkt / Haltestelle · Strecke von links · Abzweig geradeaus und nach rechts (Strecke außer Betrieb) · Strecke |                           | The Level                     | The Level                     |
| Strecke · Haltepunkt / Haltestelle Streckenende · Abzweig geradeaus und von links (Strecke außer Betrieb) · Strecke nach rechts |                           | Knockaloe Internment Camp     | Knockaloe Internment Camp     |
| Haltepunkt / Haltestelle · Strecke von rechts |                           | Colby                         | Colby                         |
| Strecke · Bahnhof (Strecke außer Betrieb) · Bahnhof (Strecke außer Betrieb) |                           | St John’s                     | St John’s                     |
| Haltepunkt / Haltestelle · Strecke von links und von halblinks · Strecke nach rechts (außer Betrieb) |                           | Ballabeg                      | Ballabeg                      |
| Strecke · Strecke |                           | Ballacraine                   | Ballacraine                   |
| Strecke · Haltepunkt / Haltestelle |                           | Waterfall Halt                | Waterfall Halt                |
| ehemaliger Haltepunkt / Haltestelle · Strecke |                           | School Hill                   | School Hill                   |
| Strecke · Haltepunkt / Haltestelle Streckenende |                           | Foxdale                       | Foxdale                       |
| Bahnhof · Strecke |                           | Castletown                    | Castletown                    |
| Strecke · Bahnhof (Strecke außer Betrieb) |                           | Crosby                        | Crosby                        |
| Haltepunkt / Haltestelle · Strecke |                           | Ronaldsway Halt zum Flughafen | Ronaldsway Halt zum Flughafen |
| Haltepunkt / Haltestelle · Strecke (außer Betrieb) |                           | Ballasalla                    | Ballasalla                    |
| Strecke · Bahnhof (Strecke außer Betrieb) |                           | Union Mills                   | Union Mills                   |
| Haltepunkt / Haltestelle · Strecke (außer Betrieb) |                           | Santon                        | Santon                        |
| Strecke · Haltepunkt / Haltestelle (Strecke außer Betrieb) |                           | Braddan Bridge                | Braddan Bridge                |
| Haltepunkt / Haltestelle · Strecke (außer Betrieb) |                           | Port Soderick                 | Port Soderick                 |
| Strecke · Haltepunkt / Haltestelle (Strecke außer Betrieb) |                           | Quarter Bridge                | Quarter Bridge                |
| Abzweig geradeaus und ehemals von links · Strecke quer · Strecke nach rechts (außer Betrieb) |                           |                               |                               |
| Kopfbahnhof Streckenende |                           | Douglas                       | Douglas                       |

Die Isle of Man Railway (IoMR, auch IMR) wurde 1873 in 3-Fuß-Spur (914 mm) errichtet, die auch für andere Strecken auf der Insel maßgebend wurde. Bis zum 2011 abgeschlossenen Wiederaufbau der 40 Kilometer langen Welsh Highland Railway war sie die längste mit Dampflokomotiven betriebene Schmalspurbahn auf den Britischen Inseln. Die Bahnstrecke Douglas–Port Erin verläuft 15,3 Meilen (24,6 km) zwischen Douglas, der Hauptstadt der Isle of Man, und Port Erin.
Diese Bahnen wurden alle zum Abtransport der in den Bleiminen geförderten Produkte errichtet. Seit 1911, als der Erzabsatz zusammenbrach, ist der Erzabbau auf der Insel allerdings eingestellt. Die heute noch betriebenen Bahnen mit ihren historischen Anlagen dienen dem regen Touristenverkehr.
In Port Erin befindet sich ein Museum über die Geschichte der Dampfeisenbahnen auf der Isle of Man.

## Geschichte

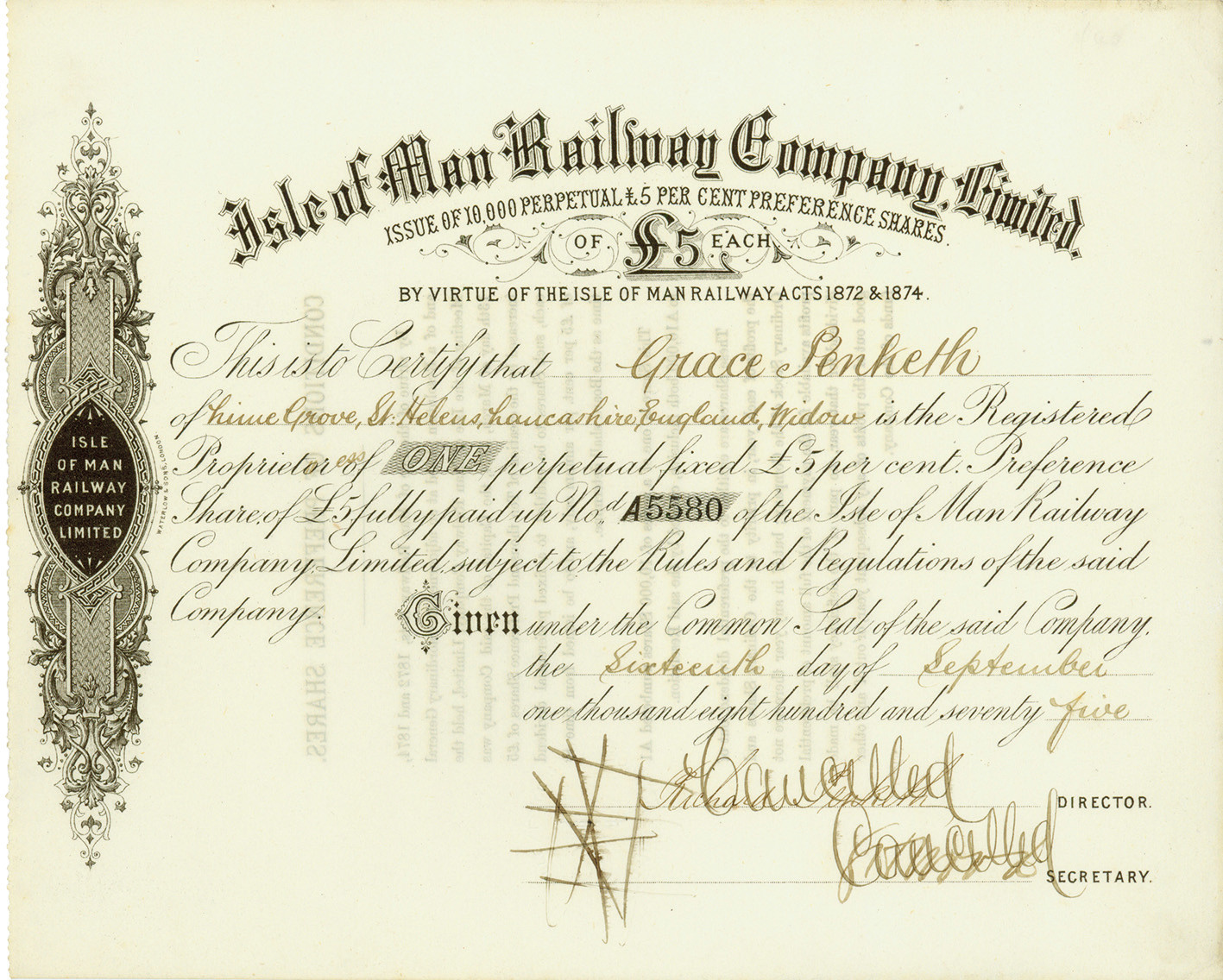
Aktie der Isle of Man Railway Company Ltd vom 16. September 1875

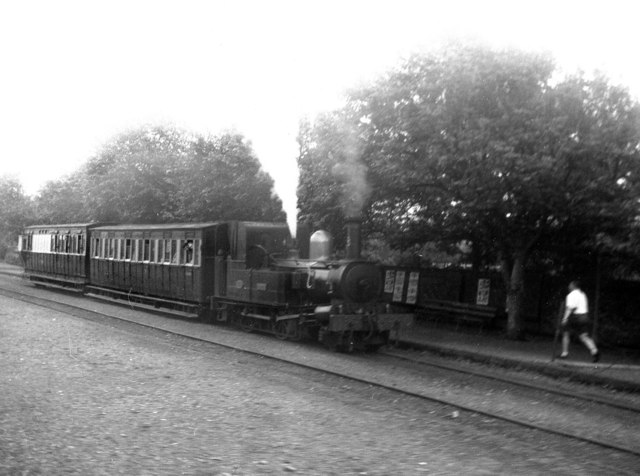
Zug im Bahnhof St. Johns (1962)

Die Bahnstrecke Douglas–Peel war die erste Strecke der Gesellschaft. Sie wurde am 1. Juli 1873 von der heutigen Inselhauptstadt Douglas nach Peel mit 11,5 Meilen (19 km) Streckenlänge eröffnet. Die Strecke war bis September 1968 offen, mit einer Unterbrechung im Jahr 1966, in dem das gesamte Netz der IoMR stilllag. Seit 1975 die Gleise entfernt wurden, liegt die Anlage als Wanderweg und der Endbahnhof Peel als Museumsdepot im Dauerschlaf.
Die zweite Strecke von Douglas nach Port Erin misst 16 Meilen und wurde am 1. August 1874 eröffnet. Der Fuhrpark umfasste anfangs neben 5 Lokomotiven 40 andere Fahrzeuge.
1928 besaß die IoMR 46,25 Meilen Gleis, hatte 16 Tenderlokomotiven der Achsfolge 1’B von Beyer & Peacock in Betrieb, weiters 118 Personenwagen und 151 andere Wagen und Hilfsfahrzeuge. Der Betrieb wird heute noch weitgehend nach historischem Vorbild abgewickelt. Seit 2001 werden die Bahnübergänge nicht mehr manuell geschlossen, sondern gesetzestreu automatisch bedient, nur für bestellte Touristenzüge wird die manuelle Schließprozedur noch durchgeführt.
Die dritte Strecke ging auf das Eisenbahngesetz der Regierung der Isle of Man vom 22. März 1878 zurück, das eine Strecke im Norden der Insel von Ramsey nach St. John’s Junction etwa in der Mitte der Insel vorsah. Allerdings führte diese Strecke durch wenig besiedeltes Gebiet, so dass eine zweite Eisenbahngesellschaft unter dem Namen Manx Northern Railway (IoMNR) für diese Linie gegründet wurde, deren Strecke 16,5 Meilen von Ramsey, über Lezayre, Sulby Bridge, Sulby Glen und Ballaugh nach Bishop’s Court führte, um dann durch eine grandiose Küstenlandschaft über Kirk Michael ihren Endbahnhof St. John’s an der IoMR-Strecke nach Peel zu erreichen. Diese Strecke ging am 23. September 1879 in Betrieb. Der Kontrakt der beiden Bahngesellschaften erlaubte zwar den Verkehr der Wagen der IoMR auf die IoMNR-Strecke, sah aber keinen Kostenausgleich vor, die Züge durften dagegen von Ramsey bis Douglas durchlaufen. Der Gesamtverkehr wurde 1968 eingestellt. Relikte der Bahn finden sich im Museum der Bahn im Bahnhof der Manx Electric Railway in Ramsey. Relikte der Betriebsanlagen sind nur noch mit geschultem Auge erkennbar.
Durch ein weiteres Eisenbahngesetz vom 13. Juni 1883 wurde eine vierte Eisenbahnstrecke zum Anschluss von Foxdale nach St John’s genehmigt, die 1886 ihren Fahrbetrieb begann und am 16. August 1886 mit einem Sonderzug für Aktionäre der Foxdale Railway (FR) eröffnet wurde. Das Material ging, nachdem 1891 der Bleiabbau eingestellt worden war, an die IoMR über, die noch bis 1905 fuhr. 1970 konnte man nur noch überwachsene Gleisanlagen sehen.
Die Bahnen waren 1955 weitgehend abgewirtschaftet und wurden dem britischen Staat zur Übernahme angeboten. Die Begutachtung erbrachte das ernüchternde Ergebnis, der Verkehr sei mit Omnibussen wirtschaftlicher abzuwickeln. Tynwald ermöglichte nur einen Weiterbetrieb der Linie nach Port Erin. Der Personenverkehr wurde auf die Busse der IoMR verlagert. Güterverkehr verblieb allen Bahnen der Insel nur für den Eigenbedarf.

## Fahrzeuge
Diese Liste von Fahrzeugen der IoMR erhebt keinen Anspruch auf Vollständigkeit
Dampflokomotiven
- No. 1 Sutherland (Baujahr 1873), im Railway Museum
- No. 4 Loch (1874), im aktiven Einsatz
- No. 6 Peveril (1875), im Museum
- No. 10 G. H. Wood (1905), wird überarbeitet
- No. 11 Maitland (1905), im aktiven Einsatz
- No. 12 Hutchinson (1908), wird überarbeitet
- No. 13 Kissack (1910), im aktiven Einsatz
- No. 15 Caledonia (1885), im aktiven Einsatz

Die meisten Dampfloks der IoMR wurden bei Beyer, Peacock & Company in Openshaw, Manchester, gebaut. Nur die No. 15 wurde bei Dübs and Company in Glasgow gebaut.
Neben den Dampflokomotiven werden Diesel-Triebwagen, eine dieselelektrische Lokomotive und Trolleys von der IoMR eingesetzt.

## Galerie

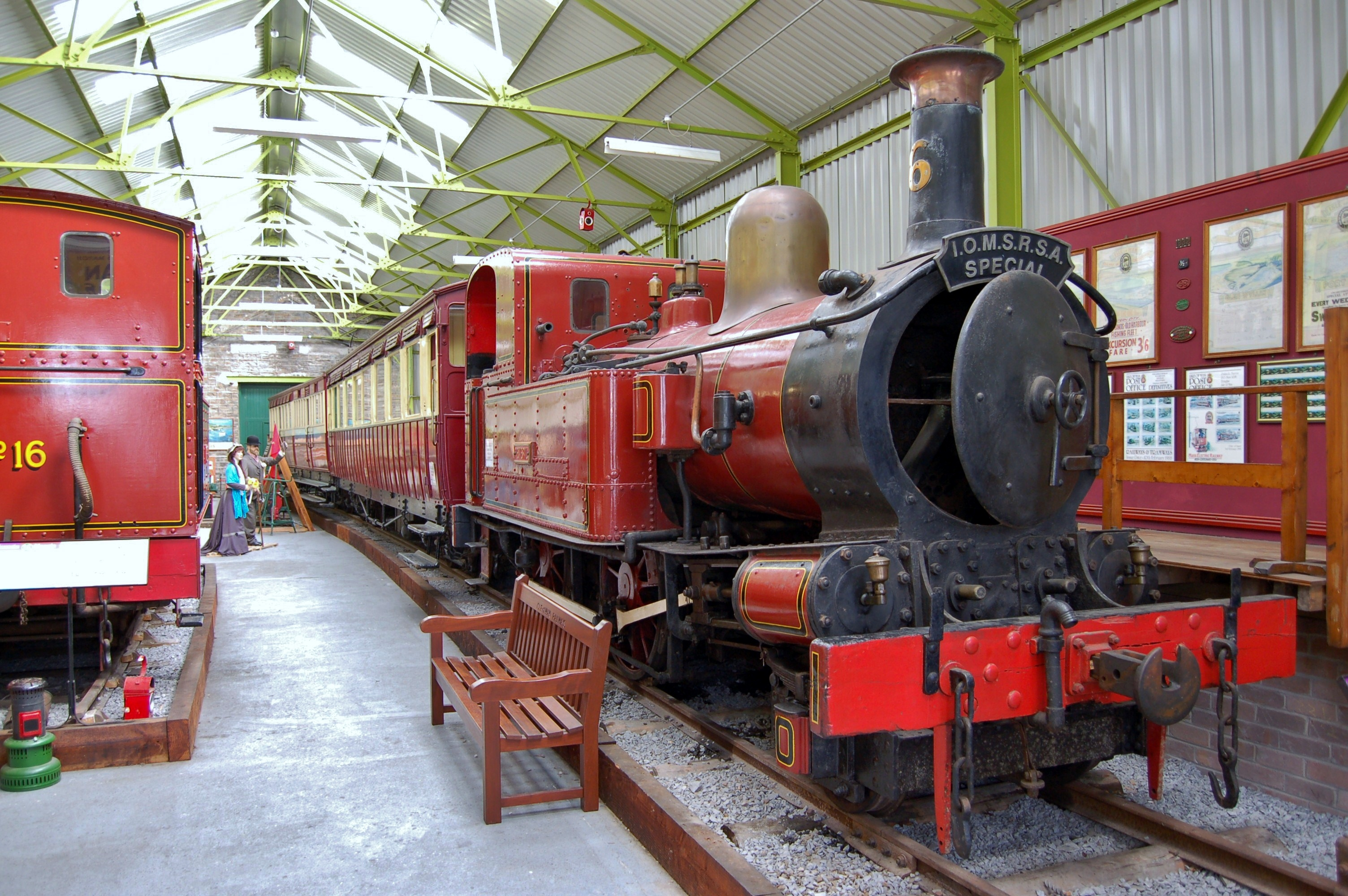
Lok No. 6 Peveril im Museum in Port Erin.
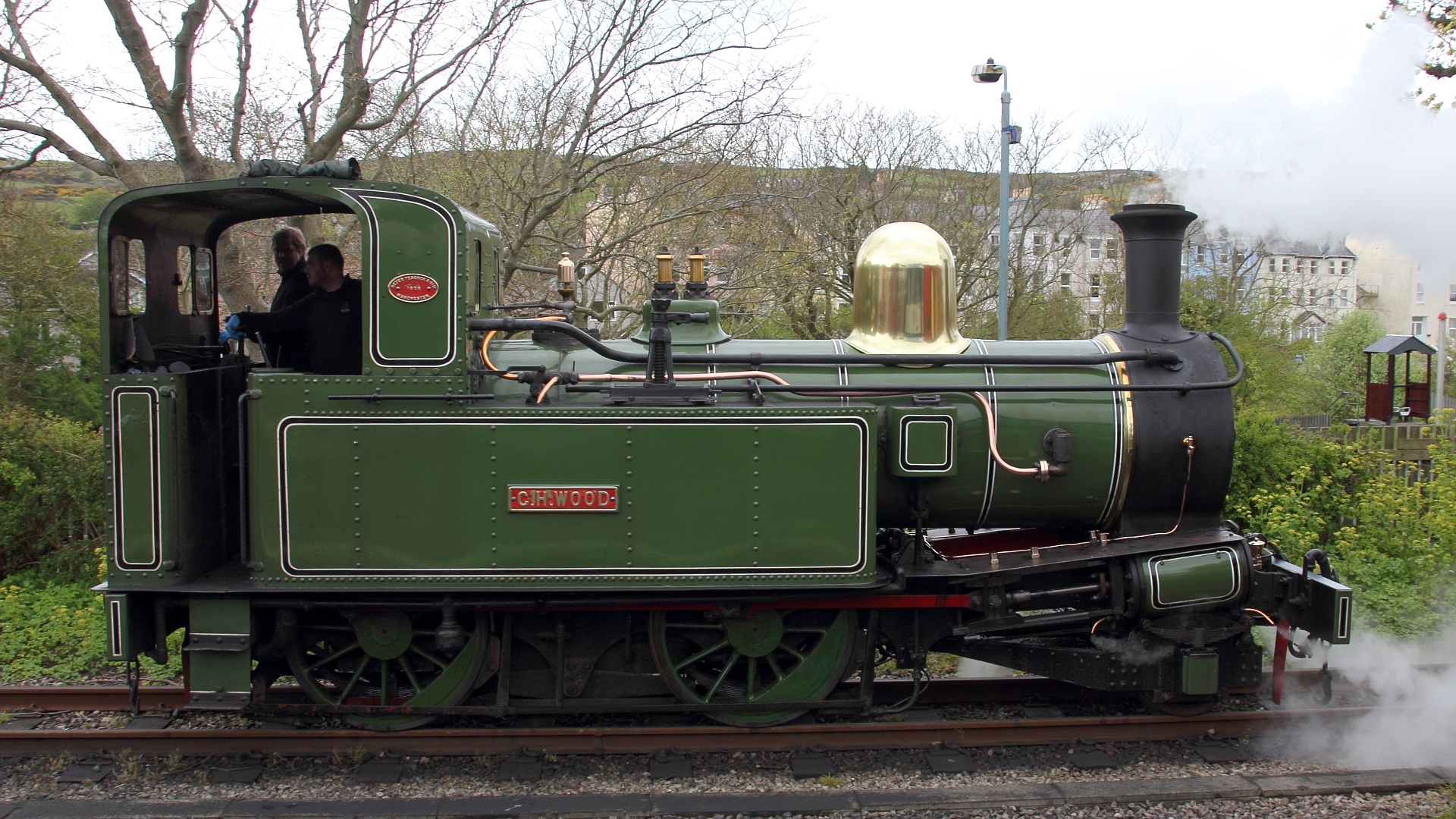
Lok No. 10 G.H. Wood der IoMR in Port Erin.
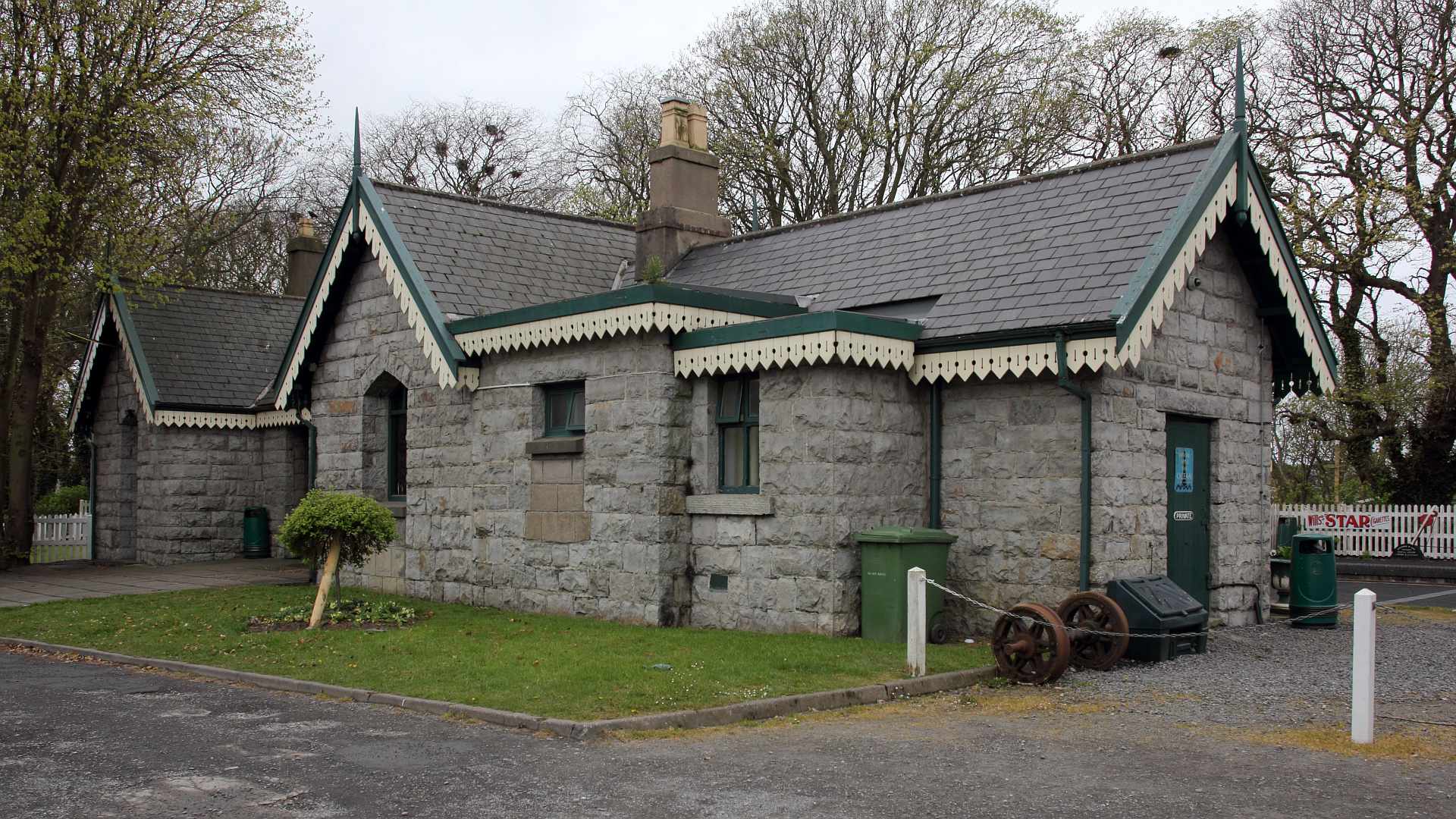
Bahnhofsgebäude in Castletown
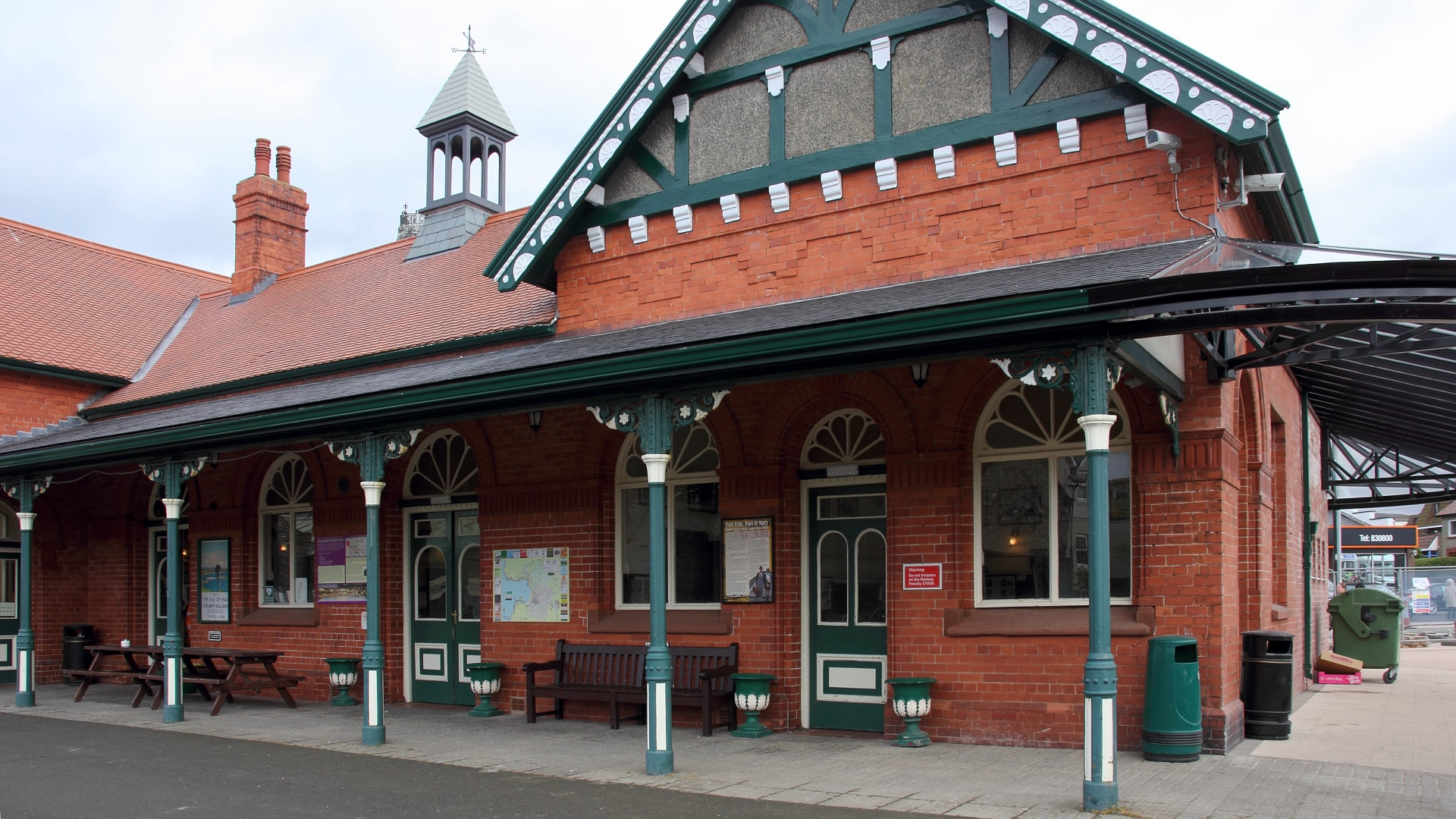
Bahnhofsgebäude in Port Erin